# Toui flamboyant
Brotogeris pyrrhoptera
Espèce
Synonymes
- Brotogeris pyrrhopterus

Statut de conservation UICN

 EN A2cd : En danger
Statut CITES
Le Toui flamboyant (Brotogeris pyrrhoptera) est une espèce d'oiseaux appartenant à la famille des Psittacidae.

## Description
Cette espèce ressemble beaucoup aux toui à ailes jaunes et toui à ailes variées. Elle s'en distingue par des barres alaires rouges, le front et les joues gris, la calotte et la nuque bleuâtres. Le reste du plumage est vert intense pour les parties supérieures et vert clair pour les inférieures.
Cet oiseau mesure environ 20 cm.

## Habitat
Le toui flamboyant peuple les savanes jusqu'à 1 400 m d'altitude.

## Répartition
Cet oiseau vit à l'ouest des Andes en Équateur et au Pérou.